# Charles Reichenbach
Charles Reichenbach (* 1936 in Bern) ist ein Schweizer Evangelist und Gründer der GvC Bewegung, der Gemeinde von Christen in Winterthur und Bern.

## Leben
Reichenbach wuchs in Bern auf und besuchte das Gymnasium in Genf. Anschliessend studierte er an einer Freien Theologischen Fakultät in Haute-Savoie, Frankreich. Er war dann Geistlicher in der Schweiz und in Frankreich, heiratete und wurde Vater von drei Söhnen. Er gründete einen Biblischen Reisedienst und «organisierte Reisen in die Länder des biblischen Geschehens».
Etwa 1963 hatten sich die Gemeinden der Christen Ecclesia in der Schweiz aufgelöst. Reichenbach übernahm einige dieser Gemeinden und gründete 1960 die Gemeinde der Christen, heute GvC Bewegung mit Schwerpunkt in Winterthur. Reichenbach war Mitglied des «grossen Vorstandes» der Gemeinde der Christen Ecclesia in Deutschland. Seine evangelikale Bewegung in der Schweiz führte er jedoch unabhängig davon weiter. Er setzt sich für die Gläubigentaufe ein.
Im Johannis-Verlag veröffentlichte er die Bücher Zuspruch fürs Leben (1989), Gedanken der Geborgenheit (1998) und Im Lichtstrahl der Liebe (2008).

## Schriften (Auswahl)
- Das Hohelied Salomos: Gedanken über ein biblisches Thema. Rathmann in Komm, Marburg 1968.
- Zuspruch fürs Leben. St.-Johannis-Dr. Schweickhardt, Lahr-Dinglingen 1989, ISBN 978-3-501-00723-5.
- Gedanken der Geborgenheit: mutmachende Texte für heute. Johannis, Lahr-Dinglingen 1998, ISBN 978-3-501-01365-6.
- Im Lichtstrahl der Liebe: Erlebnisse und Glaubenserfahrungen. Johannis, Lahr/Schwarzwald 2008, ISBN 978-3-501-01611-4.
- Israel – das große Wunder: Jerusalem – Hauptstadt Israels? Stadt – des großen Königs! Erbteil – des Friedens? CRP Charles Reichenbach Production, Weiach 2018, ISBN 978-3-033-06664-9.